# Условни настанак
Условљени настанак (санскрит: प्रतीत्यसमुत्पाद pratītya-samutpāda, пали: paticca-samuppāda патића-самупада) је темељно Будино учење које објашњава порекло ”читавог овог океана патње.”
У закону „условног настанка", Буда сваки космички процес изводи из незнања, а свеукупно спасење из престанка незнања. Он је порекло патње објаснио низом повезаних узрока, од којих је основни незнање. Настанак патње Буда је објаснио искључиво људским узроцима, на које можемо утицати, без укључивања натприродног. Овај ланац узрочности је оно што се зове самсара, или Точак рађања и смрти. То је главни извор патњи свесних бића. Након откривања узрока патње, Буда је формулисао Племенити осмоструки пут који води њеном укидању.
Ланац узрочности описује склоност ума да, када прими неки чулни надражај, из њега шикне читава бујица емоција и мисли, маштања и замишљања. У ономе ко нема исправно знање о свим тим надражајима, и њима следственој „бујици”, та енергија, пре или касније, доведе до патње. Зато Буда као лек саветује помно мотрење на вратима чула, праћено свешћу да сваки инпулс може водити смирењу ако га превладамо разумевањем, али и до сукоба и патње ако измакне контроли и њиме постанемо заслепљени.
Стање ослобођења са Точка рађања и смрти, односно коначног ослобођења од патње зове се нирвана.

## Ланци условног настајања
Условљеност настанка не само да је дубока, већ и изгледа дубоко. Управо зато што је не разуме, не прониче у њу, човечанство попут замршеног клупка, густо исплетеног птичијег гнезда, густе шикаре, није у стању да се пробије изван патње, изван несрећног одредишта и самсаре.— Буда

### Настанак патње (дванаест карика)
Према будистичком учењу, патња настаје узрочним дејством дванаест карика. У сутрама постоји више различитих верзија ланца узрочности, а ово је верзија заједничка за два Будина говора о условном настанку:
| Српски превод                                                                   | Санскритски изрази                                                             |
| ------------------------------------------------------------------------------- | ------------------------------------------------------------------------------ |
| Са незнањем као условом, настају обрасци                                        | Са avijjā као условом, настаје sankhāra                                        |
| Са обрасцима као условом, настаје свест                                         | Са sankhāra као условом, настаје viññāna                                       |
| Са свешћу као условом, настаје име-облик                                        | Са viññāna као условом, настаје nāma-rūpa                                      |
| Са име-обликом као условом, настаје шест чула                                   | Са nāma-rūpa као условом, настаје salāyatana                                   |
| Са шест чула као условом, настаје контакт                                       | Са salāyatana као условом, настаје phassa                                      |
| Са контактом као условом, настаје осећај                                        | Са phassa као условом, настаје vedanā                                          |
| Са осећајем као условом, настаје жеђ                                            | Са vedanā као условом, настаје tanhā                                           |
| Са жеђи као условом, настаје гориво                                             | Са tanhā као условом, настаје upādāna                                          |
| Са горивом као условом, настаје бивање                                          | Са upādāna као условом, настаје bhava                                          |
| Са бивањем као условом, настаје рођење                                          | Са bhava као условом, настаје jāti                                             |
| Са рођењем као условом, настају старост-смрт, туга, нарицање, патња, јад и очај | Са jāti као условом, настају jarā-marana soka-parideva-dukkha-domanass-upāyāsā |

У списима је присутна и обрнута логичка аргументација:
- старост и смрт имају рођење као услов
- рођење има бивање као услов
- бивање има гориво као услов
- гориво има жеђ као услов
- жеђ има осећај као услов
- осећај има дотицај као услов
- дотицај има чула као услов
- чуло има име-облик као услов
- име-облик има свест као услов
- свест има творевине као услов
- творевине имају незнање као услов

Ова формула показује пут којим долази до настанка патње (дукха), и представља путоказ за њено укидање.

### Настанак сукоба
Дуги говор о настанку (ДН 15) излаже ланац узрочности везан за настанак сукоба. У том тексту се осећај повезује са жудњом, и даље преко других узрока води све до „хватања за батину и оружје” и других облика насиља.
- Условљена осећајем настаје жудња;
- условљено жудњом настаје трагање;
- условљен трагањем настаје добитак;
- условљено добитком настаје доношење одлуке;
- условљени доношењем одлуке настају страст и пожуда;
- условљена страшћу и пожудом настаје везаност;
- условљена везаношћу настаје посесивност;
- условљена посесивношћу настаје грамзивост;
- условљена грамзивошћу настаје решеност да се то што смо зграбили сачува по сваку цену, "а из тога онда извиру разне лоше, разне штетне ствари – хватање за батину и оружје, сукоби, свађе и расправе, увреде, оговарање и лагање".[9]

Трагање (pariyesana) овде значи трагање за предметима који нам пружају лепе облике, звуке, укусе, мирисе и томе слично, а добитак (lābha) представља задобијање тих предмета. Доношење одлуке (viniććhaya) значи одлучивање колико од тога задржати за себе, а колико поделити с другима; колико одмах употребити, а колико сачувати за касније.

### Настанак мржње
У замишљеном дијалогу Сака, владар богова, пита Буду зашто бића, иако желе да живе без мржње, повређивања, непријатељства, зле намере и у миру, ипак живе у мржњи, непријатељству и повређују једно друго, нашта Буда одговара:
Окови зависти и грамзивости представљају оно због чега бића, иако желе да живе без мржње, повређивања, непријатељства, зле намере и у миру, ипак живе у мржњи, повређују једна друго, непријатељи су и раде једни другима о глави.— Буда
Након тога, Буда излаже читав ланац настанка мржње:
- Мржња, непријатељство и повређивање настаје на основу зависти и грамзивости.
- Завист и грамзивост настаје на основу свиђања и несвиђања.
- Свиђање и несвиђање настаје на основу жудње.
- Жудња настаје на основу мисли. "Када ум мисли о нечему, жудња се рађа; када ум не мисли о нечему, жудња се не рађа."
- Мисао настаје на основу умножавања опажаја и појмова. "Кад умножавање опажаја и појмова постоји, и мисао настаје; кад умножавања опажаја и појмова нема, ни мисао не настаје".[11]

### Настанак света
Према Будином учењу, шест чула су услов на којем настаје и престаје читав свет. Отуда, на питање које је одувек мучило филозофе: како је настао овај свет, Буда одговара још једном верзијом ланца узрочности: 
На основу ока и слике настаје свест о виђеном. Кад се ово троје нађе на окупу, настаје контакт. Из контакта као нужног услова следи осећај. Из осећаја као нужног услова следи жеђ. Из жеђи као нужног услова следи гориво. Из горива као нужног услова следи бивање. Из бивања као нужног услова следи рођење. Из рођења као нужног услова следе старост и смрт, јад, туга, бол, неспокојство и очајање. Тако настаје овај свет.— Буда
У наставку, Буда исту формулу понавља и за остала чула.

## Утицај на индијску филозофију
Нјаја школа индијске филозофије је формулисала, под утицајем концепта условног настанка, да постоји нужан ланац повезаних стања, на чијем је једном крају бол, а на другом незнање. Овај низ је двојак: »укидање онога што следи доноси са собом и укидање онога што претходи«, тј. укидање незнања доноси са собом укидање мана, укидање мана доноси укидања делања, овим се елиминише рађање, а без њега, нема ни бола. Ово с друге стране када има бола, има и рађања или живота, када има живота, има и делања, када има делања, има и услова за настанак мана, а када има мана, има и незнања.
Мане се деле на три групе, у зависности од тога да ли су телесне или физичке, вербалне или менталне. Телесне мане су: убијање, крађа, неумереност. Вербалне мане су: лаж, говор груб и недоследан. Менталне мане су: злоба, прижељкивање туђег, материјализам. Но, уопште узевши, све мане се могу сажети у три основне: жеља (физичка љубав, егоизам, жеђ за поновним рођењем, похлепа), мржња (гнев, љубомора, злоба, негодовање), ментално помрачење (заблуда, сумња, охолост, немарност) (NS. IV, 1, 3). Од свих њих, каже се у Нјајасутри, најгоре зло је помрачење ума, јер у ономе ко њему није подлегао не настају друге мане (NS. IV, 2, 6). Тек помрачење ума омогућава остале мане, а када оно изостане, ствара се место за исправно сазнање, којим се мане укидају пошто их сажиже пламен истине.

## Тумачења
Условни настанак представља будистичко схватање да ништа није „ствар по себи“ већ своје постојање дугује другим узроцима. Ово указује на зависну природу непрекидног тока физичких и психичких појава, који се обично називају, сопство, човек или животиња. На почетку овог ланца лежи незнање као основни узрок.
На пример, постоји назив "цвет“, али ако уклонимо дршку, латице, полен, прашнике, тучак и остале делове цвета, али не и сам цвет, видимо да је и „цвет“ нестао. Реч „цвет“ је конвенционални назив за збир делова од којих је сачињен, као што је сваки од тих делова само збир мањих делова. Ово такође важи и за људе, који се састоје од пет гомила. Стога, према Буди, не постоји трајно сопство или суштина.
Условљени настанак научава да су све појаве (дарме) условљене другим чиниоцима (дармама), и да је читаво постојање непрекидни ток (самсара), без икаквог трајног сопства (аната).